# Археологический музей Страсбурга
Археологический музей Страсбурга (фр. Musée archéologique de Strasbourg) — один из наиболее важных археологических музеев Франции в области «национальных памятников древности», после Национального археологического музея. Основан в XVIII веке и расположен в просторном подвале дворца Рогана. Представляет несколько тысячелетий древней истории Эльзаса и его жителей, начиная с палеолита (600 000 лет до н. э.) и заканчивая ранним Средневековьем (800 г. н. э.). Экспозиция площадью 1 200 м2 организована по четырём основным хронологическим направлениям: доисторический период, протоисторический период, галло-римский период, эпоха Меровингов.

## История
Возникновение музея относится к концу XVIII века, когда историк и дипломат Иоганн Даниель Шёпфлин завещал свои коллекции древностей городу Страсбургу. Его коллекции галло-римских скульптур и рукописей размещались в хоре бывшей доминиканской церкви (в настоящее время Temple-Neuf), наряду с библиотекой и архивами города Страсбурга. Они находились там почти столетие и с 1855 года пополнялись Обществом по сохранению исторических памятников Эльзаса (Société pour la conservation des monuments historiques d’Alsace).
После того как в 1946 году общество передало все свои коллекции городу Страсбургу, был создан нынешний археологический музей, который, благодаря богатству своих коллекций, стал одним из тридцати музеев, которым Министерство изящных искусств и Генеральная инспекция французских музеев присвоили статус musées classés. Реорганизацией музея занимался профессор Жан-Жак Атт, который с 1946 по 1981 год, наряду с преподаванием в университете и полевой археологической деятельностью, обеспечил музею национальные масштабы. За более чем три века своего существования Страсбургский археологический музей собрал важные коллекции региональных древностей, что делает его одним из самых богатых провинциальных археологических музеев.

## Коллекции
Начиная с первых следов пребывания человека около 600 000 лет до н. э. и до рассвета Средневековья, коллекции иллюстрируют несколько тысячелетий эльзасской истории. Таким образом, археологический музей выходит за строгие рамки истории города и его ближайшего региона и достигает регионального масштаба, который постоянно укрепляется на протяжении всей его истории. Музейная экскурсия носит хронологический характер и разделена на четыре основные секции, занимающие 1 200 м2 постоянной выставочной территории. Каждый хронологический раздел организован вокруг представления ключевых событий цивилизации, изображения основных достопримечательностей и тематического подхода, иллюстрированного многочисленными объектами и дополненного трехъязычными информационными табличками.

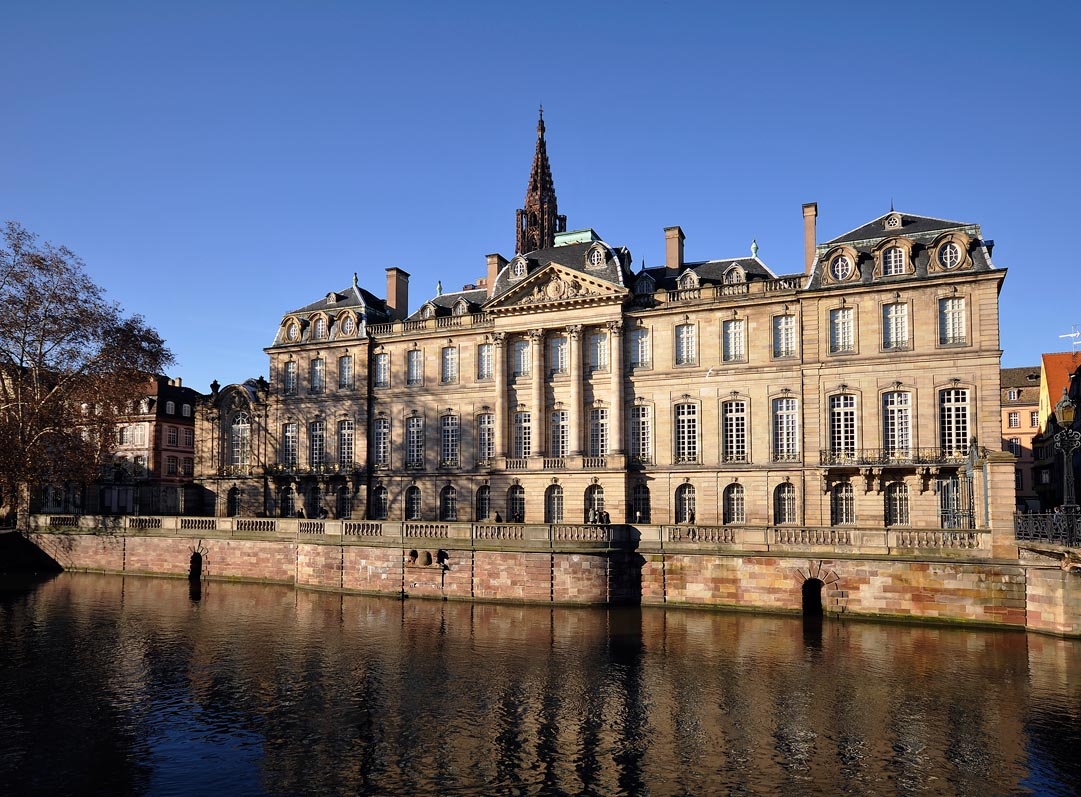
Фасад дворца
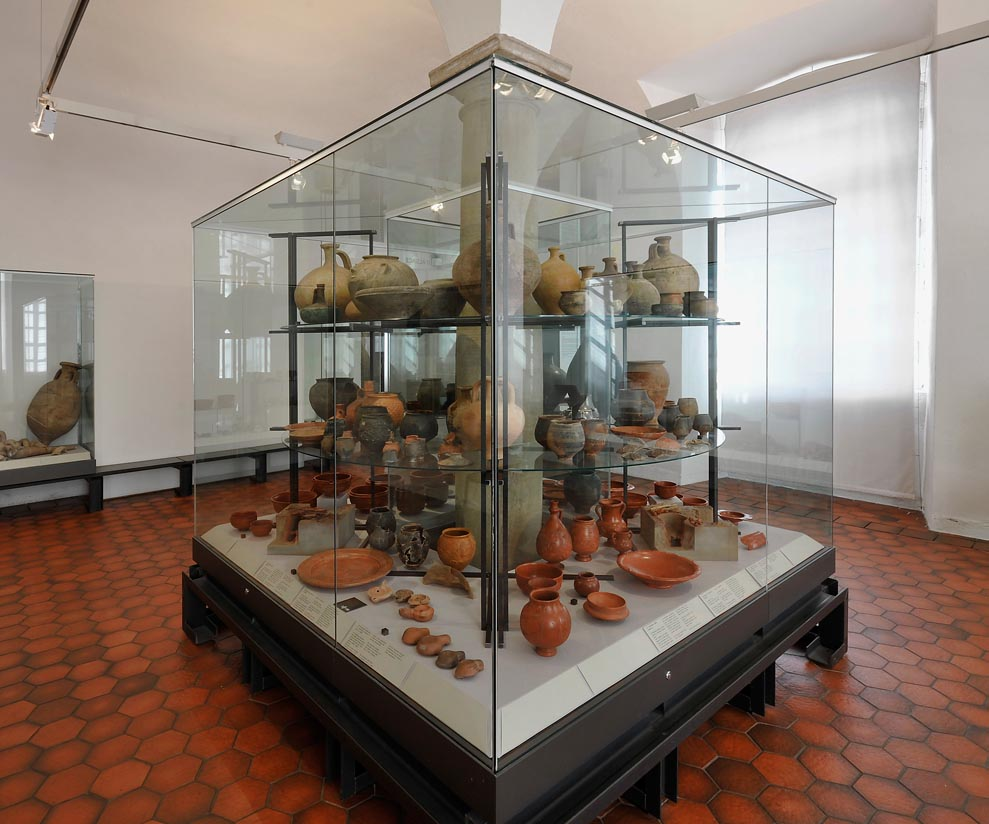
Зал римской керамики
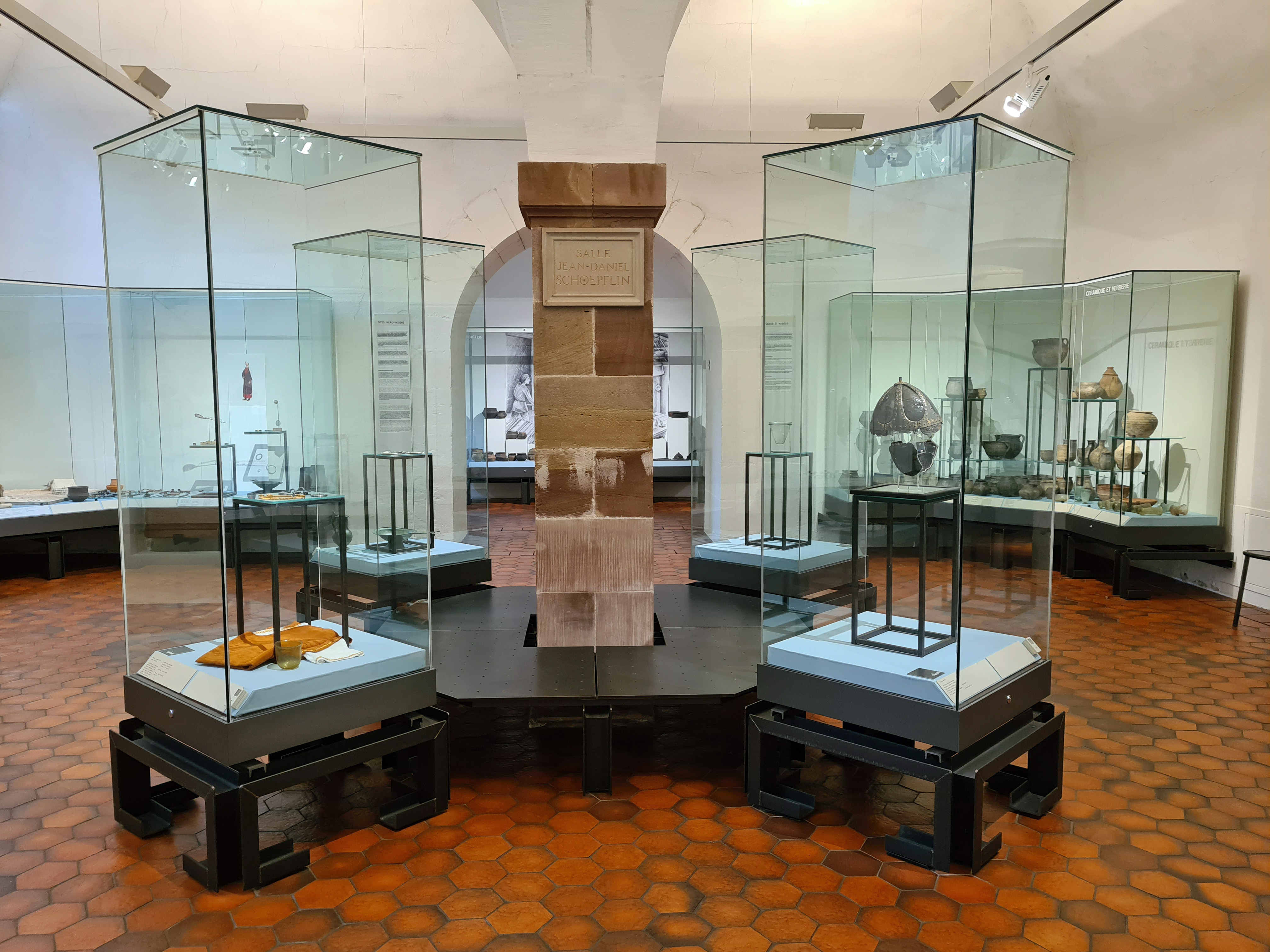
Зал Шёпфлина